# Palpomyia kernensis
Palpomyia kernensis är en tvåvingeart som beskrevs av Wirth 1952. Palpomyia kernensis ingår i släktet Palpomyia och familjen svidknott. Inga underarter finns listade i Catalogue of Life.